# Mesnil-Saint-Georges
Mesnil-Saint-Georges är en kommun i departementet Somme i regionen Hauts-de-France i norra Frankrike. Kommunen ligger i kantonen Montdidier som tillhör arrondissementet Montdidier. År 2022 hade Mesnil-Saint-Georges 211 invånare.

## Befolkningsutveckling
Antalet invånare i kommunen Mesnil-Saint-Georges
| Referens: INSEE |